# Будинок мирових суддів (Кременчук)
Будинок мирових суддів — архітектурна пам'ятка міста Кременчук, втрачена у роки lругої світової війни. Будівля була на розі вулиць Городова (нині ця частина вулиці називається вулицею 29 вересня) і Єленської (нині — Мазепи).

## Історія

### Період Російської імперії
Наприкінці XIX — початку XX століття на вулиці Городовій (у 1899 році перейменована на честь Пушкіна) були розташовані важливі міські будівлі. Однією з таких будівель став будинок мирових суддів, що розташувався на розі з вулицею Єленською. Будівля була побудована до Першої світової війни.
Мирові судді обиралися повітовим земськими зборами на 3 роки (збори проходили у будівлі Кременчуцького повітового земства). Серед суддів були жителі, відомі громадською та благодійною діяльністю: повітовий ватажок дворянства Олександр Олександрович Диздерєв; засновник дендрологічного парку Василь Васильович Устимович; голова повітової земської управи Дмитро Миколайович Милорадович; колишній член державної Думи, власник садиби у селі Манжелія Василь Олександрович Остроградський; граф Василь Іполитович Капніст.

### Радянський довоєнний період
Будинок мирових суддів після революції називався Будинком Союзів, у ньому розміщувалися профспілкові організації. У 1938 році будівлю було передано для позашкільної освіти дітей. Тeт було влаштовано Будинок піонерів і школярів (Пізніше установу перейменовано у Палац Піонерів). Колектив краєзнавців Кременчука писав у 1968 році, що передана будівля була однією з найкращих у місті.
У приміщеннях обладнали актовий зал на 200 місць, фоє, читальний зал, кімнати для жовтенят, для відпочинку та настільних ігор, а також фотолабораторію, шахово-шашковий і фізкультурний зали. Кременчуцький краєзнавець та історик Лев Євселевскій згадував, що у дитинстві багато часу проводив у Палаці, де «було багато різних гуртків».

### Період німецької окупації
Згідно зі спогадами очевидця, у період німецької окупації під час другої світової війни у колишньому Палаці піонерів розташовувалася — відділ пропаганди України Зруйнований у роки другої світової війни.